# تصدميت (هلالة)
تصدميت هي إحدى مشيخات المملكة المغربية، تتبع جغرافيا لإقليم شتوكة آيت باها وإداريًا لهلالة. يقدر عدد سكانها بـ 448 نسمة حسب الإحصاء الرسمي للسكان والسكنى لسنة 2004.